# زملول قرفي
زملول قرفي (الاسم العلمي: Exobasidium cinnamomi) هو نوع من الفطريات يتبع جنس الزملول من فصيلة الزملولية.